# Berliner Platz (Lübeck)

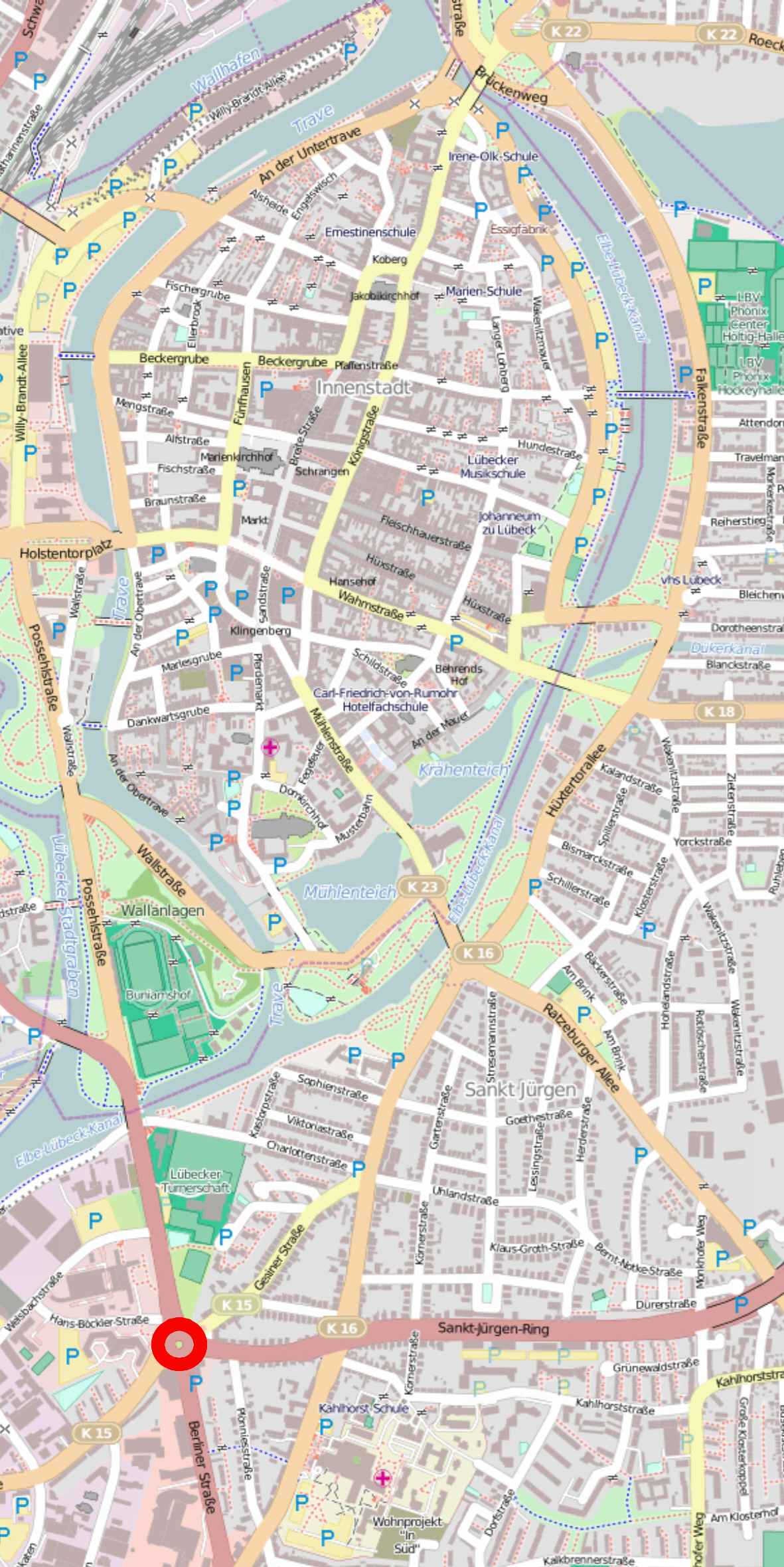
Die Lage des Berliner Platzes (durch einen roten Kreis markiert)

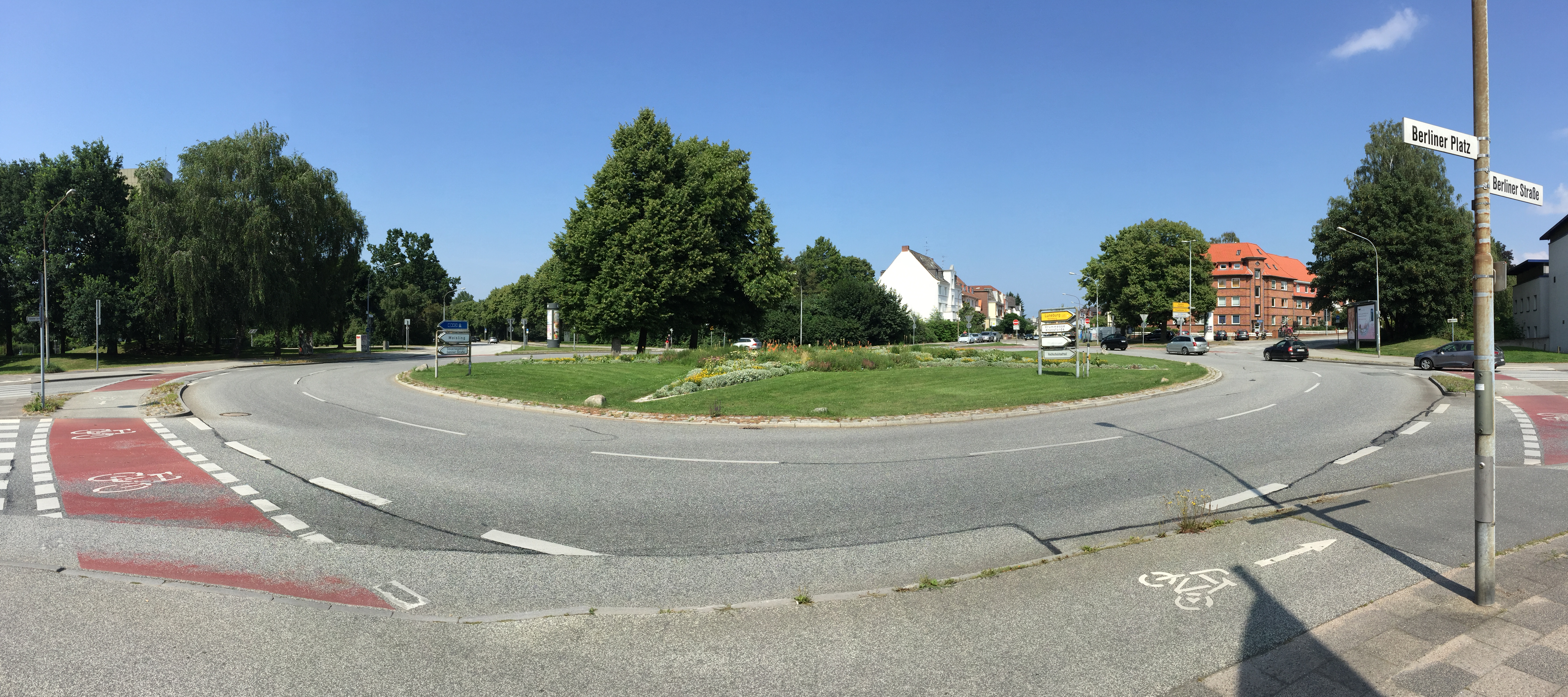
Der Berliner Platz

Der Berliner Platz ist ein Platz in Lübeck.

## Lage
Der Berliner Platz befindet sich südlich der Altstadt im Stadtteil St. Jürgen dort, wo Possehlstraße, St.-Jürgen-Ring, Geniner Straße und Berliner Straße aufeinandertreffen. Er stellt das südliche Ende der Possehlstraße dar.

## Geschichte

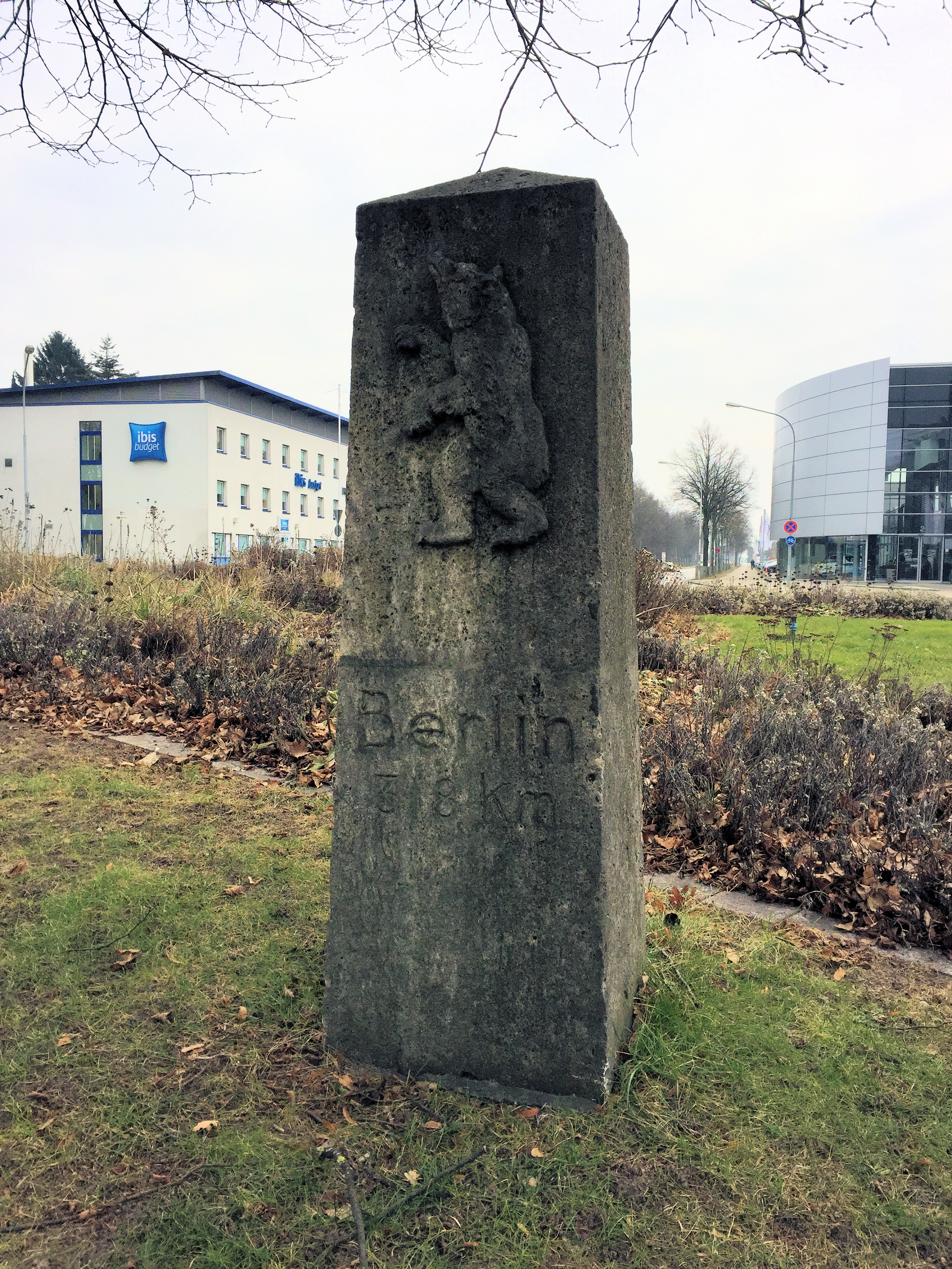
Der Berliner Meilenstein auf dem Berliner Platz

Der Berliner Platz entstand aus einem seit dem ausgehenden 19. Jahrhundert an dieser Stelle etappenweise wachsenden Straßenknoten. Anfangs kreuzten dort nur die Gleise der südwärts führenden Lübeck-Büchener Eisenbahn die Geniner Straße. 1898 kam der neu angelegte, nach Osten verlaufende St.-Jürgen-Ring hinzu.
1908 erhielt die Eisenbahn eine neue Streckenführung; die Gleise wurden demontiert und der Bahndamm lag über ein Jahrzehnt brach, ehe 1920 die Possehlstraße angelegt wurde, die von der Geniner Straße aus zum Holstentor führte.
Im Jahre 1956 wurde die Possehlstraße zur wichtigen innerstädtischen Verbindungsstraße ausgebaut. Ihre direkte südliche Verlängerung bis zur Kronsforder Allee auf dem alten Bahndamm war in Planung (und wurde 1960 umgesetzt). Die dadurch entstehende große Straßenkreuzung wurde im gleichen Zug entsprechend den damaligen Vorstellungen über optimierte Lenkung des Verkehrsflusses als Kreisverkehr gestaltet.
Der durch den Bau des Kreisverkehrs entstandene Platz war zunächst namenlos. 1959 erhielt er anlässlich der Aufstellung eines Berliner Meilensteins (ein Denkmalstein mit dem Berliner Wappenbären und der Angabe der Entfernung nach Berlin; derartige aus Bundesmitteln finanzierte Steine wurden seit 1954 als Mahnmal für die deutsche Einheit in zahlreichen deutschen Städten aufgestellt) am Tag der Heimat den Namen Berliner Platz. Entsprechend wurde die im folgenden Jahr angelegte Verlängerung der Possehlstraße auf der Südseite des Berliner Platzes die Bezeichnung Berliner Straße. Der Meilenstein steht seit Mai 2015 unter Denkmalschutz.
Heute kreuzen sich hier die Bundesstraße 75 und die Bundesstraße 207.